# Virgil Soeroredjo
Virgil Soeroredjo (Paramaribo, 11 maart 1985) is een Surinaamse badmintonner en coach.

## Carrière
Na diverse junioren titels Nationaal en in de Pan Am regio won Virgil Soeroredjo in 2002 een bronzen plak voor het enkelspel bij de CACSO Games (Centraal-Amerikaanse en Caribische Spelen) in El Salvador.
In 2008 won Soeroredjo bij de 2e Suriname International te Paramaribo alle prijzen op drie onderdelen. Met Mitchel Wongsodikromo in het dubbelspel, met Nathalie Haynes in het gemengd dubbelspel alsook de titel in het enkelspel. Een jaar later in 2009 wist Soeroredjo bij de 3e Suriname International twee van zijn drie titels met succes te verdedigen. Hij won de heren-enkelfinale van de als eerste geplaatste Braziliaan Daniel Paiola met 21-19, 21-13 en de herendubbelfinale met partner Wongsodikromo van Oscar Brandon (Sur) en Rahul Rampersad (T&T) met 21-15, 21-16.
Samen met Mitchel Wongsodikromo en de dames Crystal Leefmans en Quennie Pawirosemito veroverde Virgil Soeroredjo met de Surinaamse ploeg een bronzen medaille bij de landen titelstrijd badminton om de 9e Zuid-Amerikaanse Spelen 2010 te Medellin, Colombia.
In 2010 behaalde Soeroredjo samen met Wongsodikromo een bronzen plak in het herendubbel bij de CACSO Games te Mayaguez, Puerto Rico. Samen veroverden ze ook dat jaar een 2e plaats in de herendubbel bij de Bill Graham Miami International in de Verenigde Staten. Bij de 4e Suriname International in 2010 wist Soeroredjo goud te behalen namens Suriname in het gemengd dubbelspel met Mireille van Daal. Zilver was er toen in het herendubbelspel met Wongsodikromo na een verloren finale tegen Kevin Cordon en Rodolfo Ramirez uit Guatemala (14-21, 16-21).
Bij de Carebaco International van 2011 veroverde Soeroredjo samen met Wongsodikromo goud te Bridgetown, Barbados in het dubbelspel.
De finale werd met 22-20, 21-18 gewonnen van Nelson Javier en Alberto Rapozo uit de Dominicaanse Republiek. Bij de Bill Graham International 2011 te Miami moest het Surinaamse duo Soeroredjo / Wongsodikromo genoegen nemen met brons, doordat ze in de halve finale werden uitgeschakeld.
Bij de 5e Suriname International 2011 veroverde het duo Soeroredjo / Wongsodikromo echter weer goud. Ditmaal werd in de finale het Braziliaanse duo Luiz Dos Santos Jr. en Alex Tjong met 21-14, 21-17 verslagen. Hun hoogst bereikte ranking op de wereldranglijst herendubbel is positie 76 een record voor een Surinaams badminton duo.
In februari 2012 nam Suriname voor de eerste maal deel aan de Thomas Cup voorrondes van de Pan Am Regio voor het wereldkampioenschap badminton voor mannen landenteams. Soeroredjo maakte deel uit van de Surinaamse selectie te Orange County, LA in de VS.
Begin mei 2012 werd bekend dat hij met een 'wild card' mag deelnemen aan de Olympische Zomerspelen van 2012 in Londen. Alleen Oscar Brandon had eerder als Surinaams badmintonner deelgenomen aan de Olympische Spelen en wel in 1996. Bij de Olympische Zomerspelen van 2012 werd hij in de groepsfase uitgeschakeld door de Japanner Sho Sasaki (21-12, 21-7).
Soeroredjo werd zesmaal nationaal heren-enkelkampioen van Suriname in 2004, 2006, 2008, 2011, 2013 en 2014. Ook veroverde hij in Suriname zesmaal de Nationale dubbel titel (2000, 2005, 2006, 2008, 2011 & 2013) en driemaal de nationale gemengddubbeltitel van Suriname (2000, 2006 & 2011). Zo werd hij tweemaal triplekampioen van Suriname in 2006 en 2011.
In Nederland kwam Soeroredjo succesvol in de eredivisie (Topliga) uit voor BC Culemborg en BV van Zijderveld. Hij is vanwege een knieblessure een paar keer geopereerd en inmiddels niet meer actief op het hoogste niveau. In 2018 studeerde Soeroredjo in Amsterdam, Nederland af aan de Johan Cruijff University als sportmarketeer. In Spanje behaalde hij zijn BWF Level 1 & 2 Trainer Coach certificaten en daarna was hij assistent trainer bij eredivisieclub The Flying Shuttle Barendrecht. Hij is al jaren hoofdtrainer van SVNB Kamperland in Zeeland.

## Resultaten

### Central American and Caribbean Games
Heren-enkel
| Jaar | Locatie                   | Opponent   | Score      | Resultaat |
| ---- | ------------------------- | ---------- | ---------- | --------- |
| 2002 | San Salvador, El Salvador | Pedro Yang | 3–15, 0–15 | Brons     |

Herendubbel
| Jaar | Locatie               | Partner               | Opponent                | Score        | Resultaat |
| ---- | --------------------- | --------------------- | ----------------------- | ------------ | --------- |
| 2010 | Mayagüez, Puerto Rico | Mitchel Wongsodikromo | Andrés López Lino Muñoz | 14–21, 17–21 | Brons     |

### BWF International Series/ Future Series

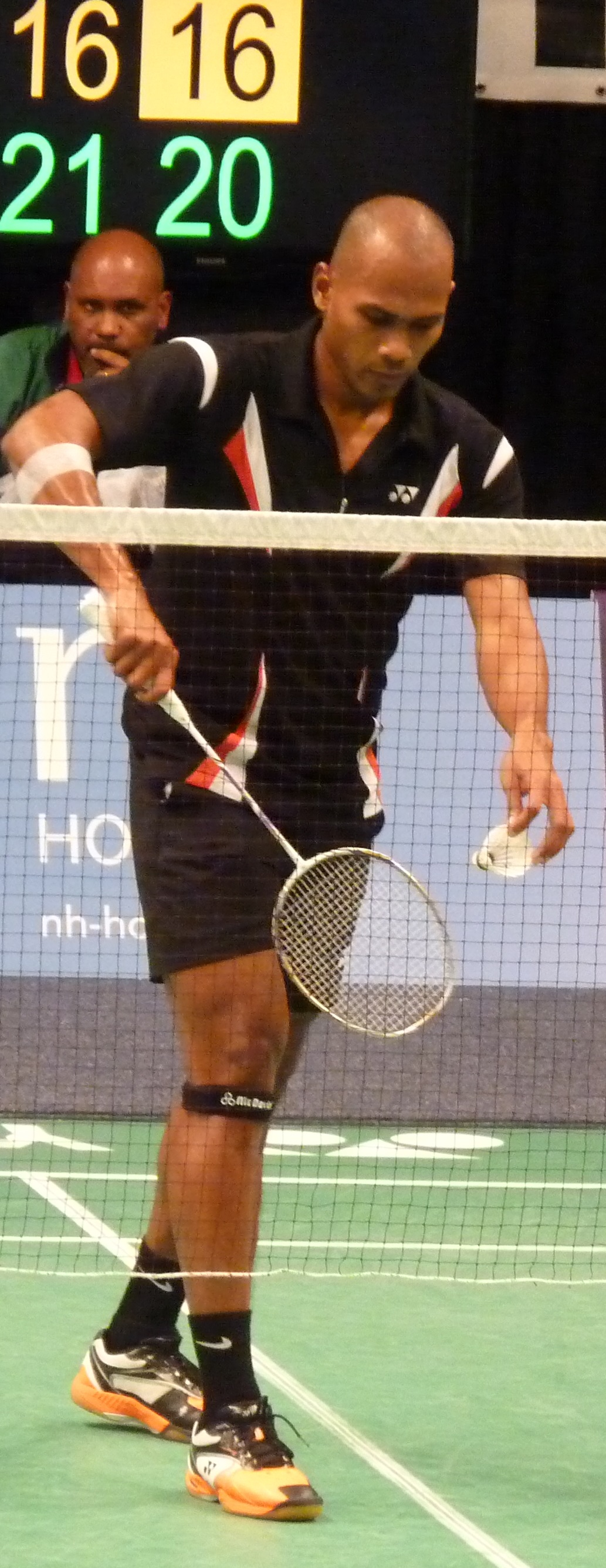
Virgil Soeroredjo (SUR) 2008 & 2009 Suriname International Men's Singles winner

Heren-enkel
| Jaar | Toernooi               | Opponent              | Score               | Resultaat     |
| ---- | ---------------------- | --------------------- | ------------------- | ------------- |
| 2014 | Suriname International | Osleni Guerrero       | 12–21, 16–21        | Halvefinalist |
| 2009 | Suriname International | Daniel Paiola         | 21-19, 21–13        | Winnaar       |
| 2008 | Suriname International | Mitchel Wongsodikromo | 10-21, 21-13, 21–10 | Winnaar       |
| 2005 | Carebaco International | Yunier Alvarez        | 5–15, 6–15          | Halvefinalist |

Herendubbel
| Jaar | Toernooi                 | Partner               | Opponent                                      | Score               | Resultaat     |
| ---- | ------------------------ | --------------------- | --------------------------------------------- | ------------------- | ------------- |
| 2013 | Suriname International   | Sören Opti            | Giovanni Greco Rosario Maddaloni              | 14–21, 21-23        | Halvefinalist |
| 2011 | Suriname International   | Mitchel Wongsodikromo | Luis Henrique Dos Santos Jr. Alex Yuwan Tjong | 21-14, 21–17        | Winnaar       |
| 2011 | Miami International      | Mitchel Wongsodikromo | Hugo Arthuso Daniel Paiola                    | 13–21, 18–21        | Halvefinalist |
| 2011 | Carebaco International   | Mitchel Wongsodikromo | Nelson Javier Alberto Rapozo                  | 22-20, 21–18        | Winnaar       |
| 2010 | Suriname International   | Mitchel Wongsodikromo | Kevin Cordón Rodolfo Ramírez                  | 14–21, 16–21        | Runner-up     |
| 2010 | Miami International      | Mitchel Wongsodikromo | Sameera Gunatileka Vincent Nguy               | 14–21, 17–21        | Runner-up     |
| 2009 | Suriname International   | Mitchel Wongsodikromo | Oscar Brandon Raul Rampersad                  | 21–15, 21–16        | Winnaar       |
| 2008 | Suriname International   | Mitchel Wongsodikromo | Irfan Djabar Dylan Darmohoetomo               | 21–15, 21–15        | Winnaar       |
| 2007 | Carebaco International   | Mitchel Wongsodikromo | Paolo Von Scala Lucas Araujo                  | 13–21, 18–21        | Halvefinalist |
| 2007 | Giraldilla International | Mitchel Wongsodikromo | Osleni Guerrero Alexander Hernandez           | 21-17, 13–21, 19–21 | Halvefinalist |

Gemengd dubbel
| Jaar | Toernooi               | Partner           | Opponent                                   | Score        | Resultaat |
| ---- | ---------------------- | ----------------- | ------------------------------------------ | ------------ | --------- |
| 2010 | Suriname International | Mireille van Daal | Mitchel Wongsodikromo Priscille Tjitrodipo | 21-8, 21-10  | Winnaar   |
| 2008 | Suriname International | Nathalie Haynes   | Mitchel Wongsodikromo Jill Sjauw Mook      | 21-16, 21-16 | Winnaar   |

- Grijs: BWF International Series-toernooi
- Wit: BWF Future Series-toernooi